# اسکاوت تیلر-کامپتن
اسکاوت تِیلر-کامپتِن (انگلیسی: Scout Taylor-Compton؛ زادهٔ ۲۱ فوریهٔ ۱۹۸۹) یک هنرپیشه و خواننده اهل ایالات متحده آمریکا است. وی از سال ۱۹۹۸ میلادی تاکنون مشغول فعالیت بوده‌است.

## گزیده فیلمشناسی
از فیلم‌ها یا برنامه‌های تلویزیونی که وی در آن نقش داشته‌است می‌توان به آثار زیر اشاره کرد.
- رفتن از ۱۳ به ۳۰ (۲۰۰۴)
- دور از خانه (۲۰۰۴)
- یک جنایت آمریکایی (۲۰۰۷)
- هالووین (فیلم ۲۰۰۷) (۲۰۰۷)
- دروغ اول آوریل (فیلم ۲۰۰۸) (۲۰۰۸)
- هالووین ۲ (فیلم ۲۰۰۹) (۲۰۰۹)
- فراری‌ها (فیلم) (۲۰۱۰)
- ۷۵۰۰ (فیلم) (۲۰۱۴)
- افسون‌شده (۲۰۰۰, ۲۰۰۳–۲۰۰۶)
- بخش فوریت‌های پزشکی (مجموعه تلویزیونی) (۲۰۰۱)
- دختران گیلمور (۲۰۰۱–۲۰۰۴)
- نگهبان (مجموعه تلویزیونی آمریکایی) (۲۰۰۳–۲۰۰۴)
- استخوان‌ها (مجموعه تلویزیونی) (۲۰۰۷)
- سی‌اس‌آی (۲۰۱۰)
- ان‌سی‌آی‌اس: لس آنجلس (۲۰۱۰)
- سی‌اس‌آی: نیویورک (۲۰۱۱)
- پادشاهان فرار (۲۰۱۱)
- آناتومی گری (مجموعه تلویزیونی) (۲۰۱۲)
- نشویل (مجموعه تلویزیونی) (۲۰۱۵–۲۰۱۶)